# 姜万荣
姜万荣（1964年12月—），男，汉族，内蒙古巴彦淖尔人，中华人民共和国政治人物，曾任中华人民共和国住房和城乡建设部副部长、党组成员直至2025年6月18日卸任。